# Martin Jahn
Martin Jahn (Jano, Jähn, Jahn, Jan) fue un pastor luterano alemán y poeta nacido hacia 1620 en Merseburg en Sajonia-Anhalt y fallecido en 1682 en Ohlau (hoy Oława), en Baja Silesia.
Se sabe que se matriculó en la universidad de Königsberg el 14 de marzo de 1644 con una probable formación musical. Fue nombrado entonces cantor en Steinau an der Oder (hoy Ścinawa) en Baja Silesia. Los disturbios de la Guerra de los Treinta Años lo condujeron a Baja Lusacia y se le encuentra en Sorau (hoy Żary en Silesia) llevando la dirección musical de las iglesias protestantes. En 1654, Martin Jahn se encuentra en Sagan (hoy Żagań) como rector y cantor en la escuela de la ciudad. Después de otras peregrinaciones, acabó en Ohlau como cantor donde reinaba la princesa alemana Louise de Anhalt-Dessau.
Johann Sebastian Bach  retomó el texto de la coral Jesu, meiner Seelen Wonne (Jesús, delicias de mi alma), con letra  de Martin Jahn y música de Johann Schop, para sus cantatas Herz und Mund und Tat und Leben, BWV 147 y Mein liebster Jesus ist verloren, (Mi queridísimo Jesús se ha perdido), BWV 154 así como para sus corales BWV 359 y BWV 360.